# 春光乍洩
《春光乍洩》是1997年上映的香港浪漫劇情電影，該片由王家衛執導，故事主要發生於阿根廷布宜諾斯艾利斯，描述張國榮與梁朝偉所飾演的一對男同性戀伴侶的愛情故事。
《春光乍洩》被認為是新酷兒電影運動中最佳的LGBT電影之一，並獲得了積極的評價，並在1997年多倫多國際影展等多個影展上放映，本片獲得第50屆坎城影展最佳導演獎。在2005年，獲香港電影金像獎協會票選為「最佳華語片一百部」之一。2011年臺北金馬影展執行委員會主辦的「影史百大華語電影」獲選為第二十六名。
2022年，《春光乍洩》在《视与听》影評人調查中被評為史上最偉大的電影第225名。2016年，該片在英國電影協會的民意調查中被評為有史以來最偉大的LGBT電影第三名。2018年，該片在BBC民調中被評為有史以來最偉大的外語片第71名。

## 劇情簡介
黎耀輝（梁朝偉 飾）與何寶榮（張國榮 飾）是一對戀人，他們從香港來到阿根廷。一天，何寶榮買了一盞燈，兩人覺得漂亮，於是前去尋找在燈上轉動的伊瓜蘇瀑布。旅程中，二人開始迷路，其後發生爭執。何寶榮主動向黎耀輝提議暫時分開。
二人分道揚鑣後都湊巧到了布宜諾斯艾利斯生活。黎耀輝與何寶榮於酒吧重遇後，二人的關係依舊僵硬。一次，黎耀輝酒醉後，向何寶榮埋怨自己的錢被何寶榮花光。其後，何寶榮為了偷一隻手錶送給黎耀輝，遭人暴打，渾身是傷的何寶榮堅持踉蹌著來到黎耀輝的住處……

## 主要演員
| 演员   | 角色                                                                          |
| 張國榮 | 何寶榮                                                                        |
| 梁朝偉 | 黎耀輝                                                                        |
| 張震   | 張宛                                                                          |
| 關淑怡 | 黎耀輝女友（已被刪剪，及後刪剪片段於幕後紀錄片《攝氏零度·春光再現》重見天日） |
| 連碧東 | 張宛父親                                                                      |

## 製作

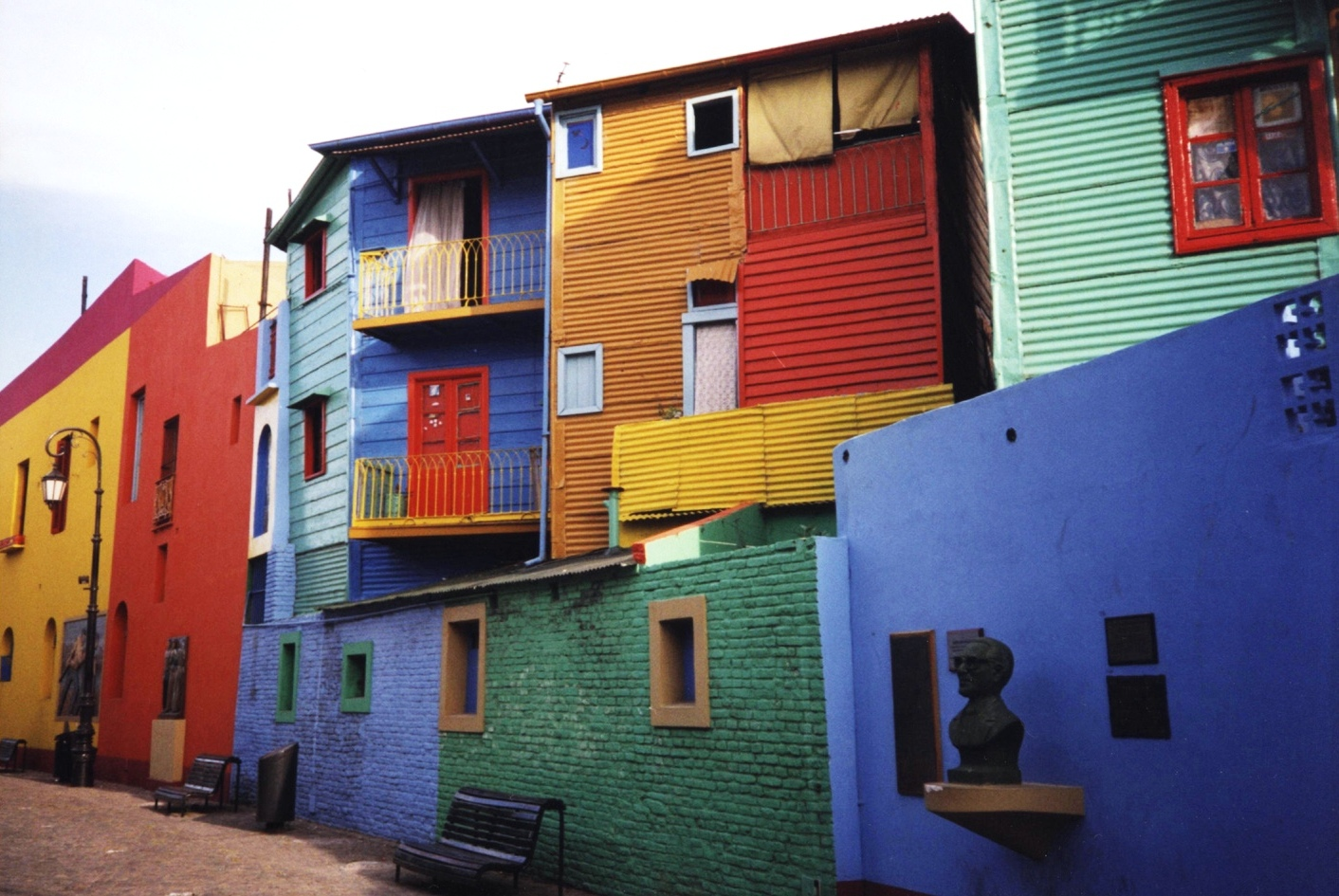
博卡区色彩鮮豔的房屋，該地為阿根廷探戈的發源地，亦為兩名主角的居住地點。

根據導演王家衛於1997年的訪談，《春光乍洩》之所以選擇於阿根廷取景，主要基於他對探索未知事物的偏好。他表示希望在一個全然陌生的環境中進行創作，而阿根廷除了地理上的異國感外，其相對低廉的製作成本亦成為選址的重要考量，相較於美國等地的高額預算，阿根廷更為可行。此外，王家衛原本計劃改編阿根廷作家曼努埃尔·普伊格的小說《布宜諾斯艾利斯之戀》（The Buenos Aires Affair），但該計畫最終未能實現，《春光乍洩》遂成為他延續對阿根廷興趣的另一創作實踐。
《春光乍洩》而後於1996年8月開拍，初期的劇本構想與最終成片存在顯著差異。根據相關資料，最初的劇情設定為何寶榮前往阿根廷處理其父親的後事，卻意外發現父親在當地有一位同性情人。出於好奇，何寶榮開始對同性戀產生興趣，進而展開探索。張國榮原本飾演的是其父親的同性伴侶。然而王家衛後來決定大幅修改劇情結構，相關已拍攝片段亦未納入正片。
在阿根廷的拍攝過程中，劇組主要在布宜諾斯艾利斯近郊的博卡区取景，該區擁有強烈的在地色彩與歷史感，常被視為與九龍寨城相似的貧民文化象徵。由於當地的勞工制度每週僅工作五天，而劇組時間與預算緊迫，因此安排兩組阿根廷工作人員輪班協助拍攝。儘管拍攝期間曾遭遇持槍索財等治安問題，王家衛則強調與當地居民始終保持良好關。起初，劇組原計劃在布宜諾斯艾利斯市中心取景，但王家衛在場勘過程中認為該地景觀與他所構想的氛圍有所落差，遂改於更具生活氣息與視覺特色的博卡區進行主要拍攝。
關於片中同性戀主題的設定，王家衛曾表示，這一方向並非事前預設。他與主演張國榮、梁朝偉皆為多年合作夥伴，兩人過往常在其作品中擔任「性感誘惑者」的角色。有一次王家衛曾開玩笑詢問兩位演員：「為何你們不乾脆飾演一對戀人？」當時二人笑言置之，未料最終該玩笑成真。王家衛進一步指出，無論是同性戀還是異性戀，愛情本質上並無差異，皆涉及渴望、依賴與分離等情感經驗。此外，《春光乍洩》的拍攝時機正值香港主權即將於1997年移交中國之際，王家衛提到，當時中國導演張元的作品《東宮西宮》因涉及同性戀議題而遭中國大陸禁映，在此背景下，不少香港導演擔憂回歸後電影審查制度將趨於保守，因而加快製作進度，試圖在制度變革前完成具挑戰性的題材。
接拍《春光乍洩》前，梁朝偉並未得知自己所飾演的角色是一位同志。他基於對王家衛的信任而爽快答應演出，然而抵達拍攝現場後，第一場戲即為涉及同志情感的情愛場面，讓毫無心理準備的他頗感震驚。導演王家衛亦曾分享拍攝期間梁朝偉與張國榮之間的情誼。指出梁朝偉一向細心體貼，是「真正的好護士」。早在拍攝《東邪西毒》期間，張國榮曾在榆林遭蠍子螫傷，梁朝偉即時給予關懷。而在阿根廷拍攝《春光乍洩》時，張國榮感染阿米巴菌，出現嚴重腹瀉，甚至有生命危險，梁朝偉特地介紹自己的家庭醫生給張國榮，這位醫生後來也成為張的長期主診。拍攝期間，梁朝偉每日親自熬粥餵張國榮服用，所以在電影中，兩人的感覺才那麼貼切自然且親暱。
歌手關淑怡原在片中飾演黎耀輝的女友，但最終其所有演出片段皆遭刪除。根據他在2008年接受香港電視節目《志雲飯局》訪問時透露，參演契機是透過與王家衛的一位共同朋友介紹。當時王家衛向她表示拍攝期約為十天左右，但實際拍攝時間延長至約兩至三個月。最終王家衛認為該角色與兩位男主角之間的情節過於抽離，因而決定將所有相關戲份剪除。
電影結尾所呈現的臺北市場景攝於1997年1月。拍攝地點涵蓋寧夏夜市、遼寧街夜市，以及臺北捷運科技大樓站一帶。

## 主題和解釋

### 國籍、歸屬感和文化認同
在電影開場，王家衛以黎耀輝持有的英國國民（海外）護照鏡頭作為引子，點出本片將觸及國族身份與認同議題。

#### 香港主權移交

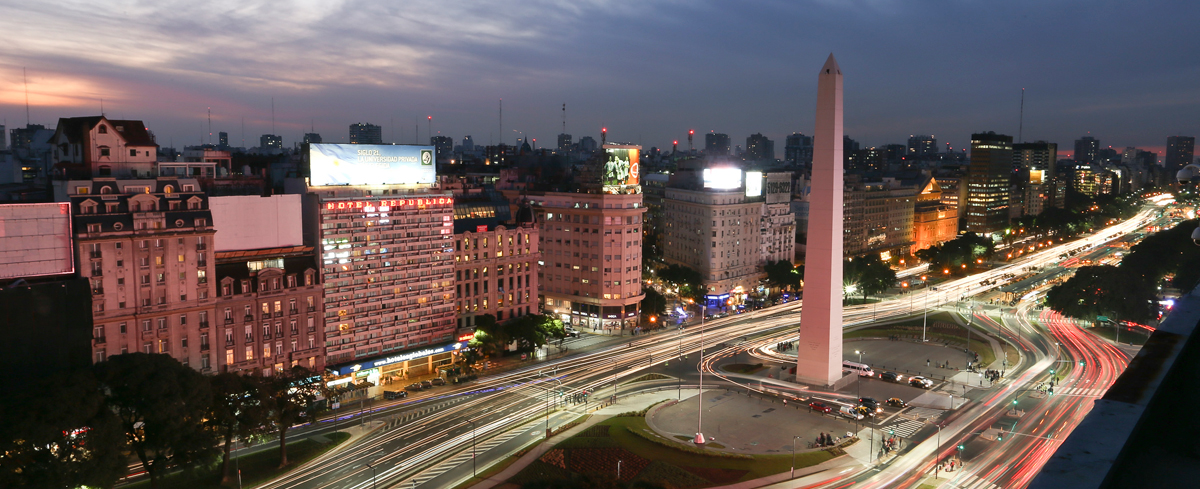
導演王家衛曾形容劇中所呈現的阿根廷為「對香港人而言，世界的盡頭」。

《春光乍洩》於1997年5月上映，刻意選在香港經歷百年英國殖民統治、即將於同年6月30日主權移交中國的前夕發行，突顯當時香港社會對未來的集體焦慮與不確定性。電影的副標題「關於重逢的故事」（A Story About Reunion）亦被視為對主權移交的象徵性暗喻。片末穿插了1997年2月20日鄧小平逝世的新聞片段與具體日期，進一步將故事的時空明確地定位於回歸前夕的香港。
一些評論認為，電影的英文片名《Happy Together》不僅呼應劇中主角關係的反覆糾葛，也隱含對香港與中國「重聚」後能否真正「幸福在一起」的深層疑問。王家衛曾在訪談中闡述，英文片名《Happy Together》的意涵，也是對1997年香港主權移交中國後未來情勢的一種期望與投射。表示：「我希望1997年以後，我們會happy together，但實際上1997年7月1日之後會發生什麼事，沒有人能有決定性的答案。」王強調片中角色並非刻意作為象徵兩地政治實體的符號，明言：「我的故事中的兩位主角是『人』，不是用來作為象徵兩個國家的『符號』。」
在其中一種解讀中，何寶榮與黎耀輝象徵香港難以調和的兩種面向。劇中何寶榮若無法找到護照，便無法離開布宜諾斯艾利斯，象徵那些未能持有真正英國護照的香港人，如同永遠被排除於家國之外的「異鄉人」。黎耀輝在目睹伊瓜蘇瀑布後選擇前往臺灣，其是否最終與劇中多次提及的父親和解，電影並未交代。而當何寶榮後來試圖尋回被黎耀輝藏起的護照時，也透露出他內心渴望離開布宜諾斯艾利斯的念頭，進一步強化了兩位角色對自身「異鄉人」處境的不安與迷惘。
另一種詮釋則認為，黎耀輝代表香港人所擁有的社會自由與自主性，同時也是離開故土、遠遊至世界另一端的「兒子」；而布宜諾斯艾利斯則象徵過往殖民宗主國英國。儘管如此，這位「兒子」（象徵香港）終究必須回到以父親形象代表的中國，以化解歷史上的分歧與對立。片中張震所飾演的角色被解讀為象徵臺灣，在歷史經驗與中國相似的地方，他在故事中給予黎耀輝慰藉，也帶來對未來的希望。電影的視覺語言亦呼應此意涵：開場以黑白畫面呈現，隨著黎耀輝生活逐漸趨於穩定，畫面色彩漸趨飽和，象徵希望與重生。
王家衛刻意選擇布宜諾斯艾利斯作為《春光乍洩》的主要場景，因其位於地球彼端，與香港形成強烈對比，也象徵角色遠離熟悉文化與生活背景的狀態。這樣的設定使何寶榮與黎耀輝的「出走」帶有一種文化流亡與身份漂泊的隱喻。儘管電影表面上並未以政治寓言為主軸，但其核心關注的是文化認同、家庭關係、歸屬感與移民經驗等議題。另有觀點指出，電影將香港場景進行視覺上的「倒置」，象徵角色對原鄉的陌生與距離。
此外，兩人從香港遠赴布宜諾斯艾利斯，體現了身處異鄉的失落與疏離。與王家衛早期作品中對香港都市景觀的描繪相對照，此片更突顯兩座城市之間的相似性，進一步強化主角在情感與身份上的漂泊感。正因這種「無家可歸」與缺乏歸屬感的狀態，最終導致兩人關係無法穩定，走向分離。

#### 禁閉感
在《春光乍洩》的另一元素，何寶榮與黎耀輝的關係展現出強烈的壓迫與禁閉氛圍。電影透過搖晃不定的手持攝影、昏暗燈光下的封閉空間，以及破舊公寓、狹窄廚房、髒亂小巷、探戈酒吧、餐廳後廚和公共浴室走廊等場景，營造出令人窒息的視覺環境，反映出角色心理狀態的壓抑。
這種封閉感進一步體現在何寶榮因手傷暫住黎耀輝公寓期間的脆弱。即使黎耀輝離開後，他仍滯留在布宜諾斯艾利斯未能離去。相較之下，黎耀輝前往伊瓜蘇瀑布的旅程被視為釋放與重生的象徵，與何寶榮原地踏步的處境形成對比。

#### 伊瓜蘇瀑布和瀑布燈

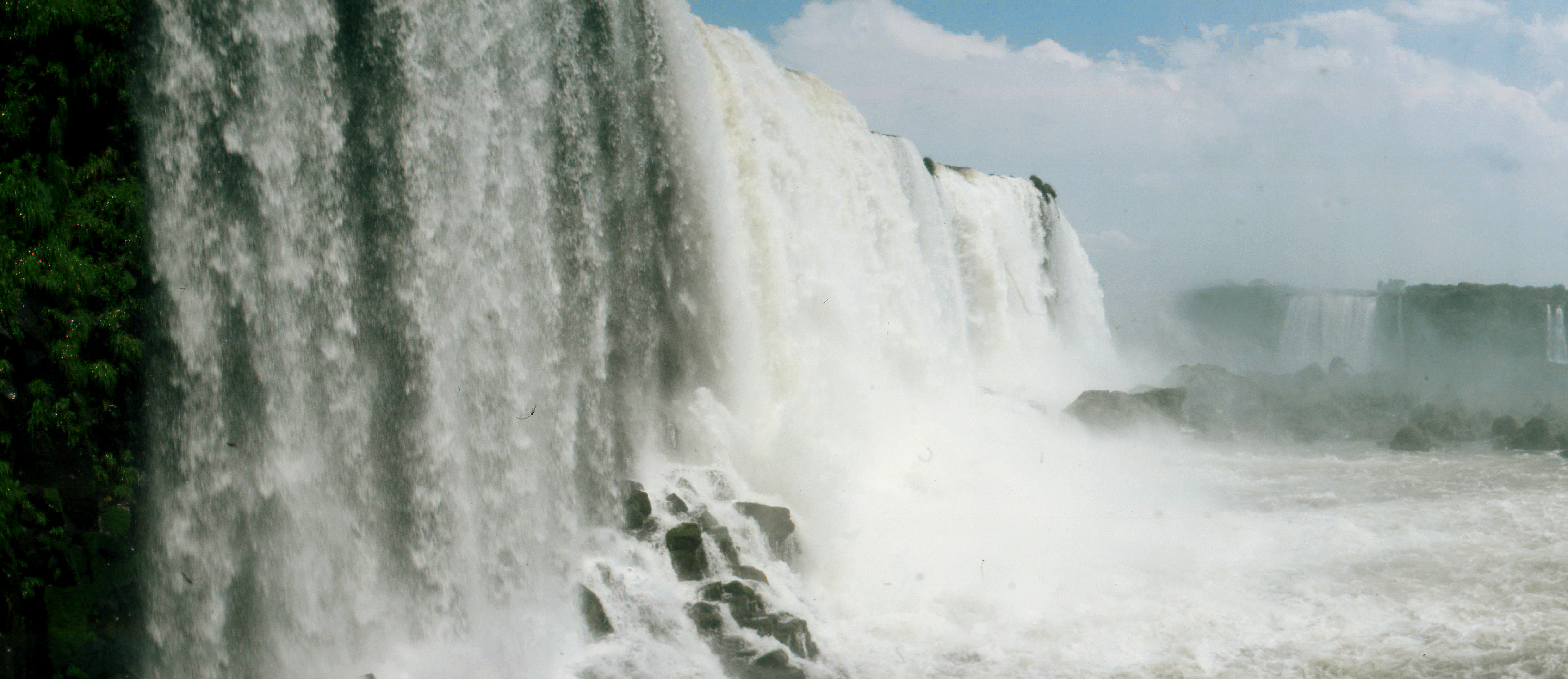
片中出現的伊瓜苏瀑布被廣泛視為象徵兩位主角關係的重要意象。

片中，伊瓜苏瀑布作為兩人關係的象徵，其意義自電影早期製作階段即已確立。當瀑布以裝飾形式出現在何寶榮為黎耀輝購買的燈飾上，亦暗示兩人選擇來到阿根廷的原因。電影中的第一個彩色畫面即為瀑布，透過鳥瞰鏡頭與不自然的藍綠色調營造出超現實感，象徵大自然的壯闊與未來的不可預測性。一位學者指出，瀑布的意象強化了觀眾面對自然與未來的無力感，對應於兩人關係終將惡化的宿命。
另一解釋則將瀑布視為兩人情感的象徵：「他們的激情洶湧奔騰，具有破壞性，如同瀑布傾瀉而下、直奔未知的終點」。電影末段，黎耀輝實地前往瀑布，象徵其終於放下這段關係，而何寶榮則透過重新點亮那盞瀑布燈，意識到黎耀輝的決絕。兩人分別以實景與象徵方式告別過去，從而完成情感上的告別與轉變。

### 酷兒
《春光乍洩》的酷兒敘事引發廣泛討論。一方面，該片被譽為「史上最佳同性愛情片之一」，其核心關注不在何寶榮與黎耀輝的性傾向，而是普遍的人際關係衝突，使其具備跨越性別與性向的共鳴。不少評論認為，儘管同性戀不是電影主題，但片中對同性情感的刻畫卻真實細膩。此外，電影未以性別劃分角色，對男性氣質提出質疑，並呈現同志角色的複雜性與社會定位。

導演王家衛曾表示： 
事實上，我拍的不是一個純粹的同性戀電影，而是一個關於愛的故事。同志並不是主題，兩個人之間的情感才是重點，只不過這兩個人恰巧都是男人而已。通常我討厭帶有「同性戀電影」之類標籤的電影，或「藝術電影」或「商業電影」。只有好電影和壞電影。”  
另一方面，有學者認為，兩位主角之所以遠赴布宜諾斯艾利斯，是因其同志身份在原生文化中遭排斥，從而成為「被流放的酷兒」。不過，評論家傑瑞米·譚布寧（Jeremy Tambling）指出，電影並未聚焦同志身分的社會處境，反而抹去了他們所承受的社會偏見與歷史特質。影片也大量呈現新儒家式的價值觀，如勤勞、節儉與自我克制：黎耀輝透過工作、儲蓄、照顧他人以及試圖與父親和解的行為，獲得某種「回報」，而何寶榮則因沉溺情慾與消費而被困於困頓之中。張震飾演的角色也符合這種價值取向：勤奮工作、儲錢旅行、擁有穩定家庭，象徵順從主流價值者獲得獎賞，而違反者則受到懲罰，使電影呈現出某種「異性戀敘事的道德結構」。

## 音樂
與王家衛先前作品多採用美英音樂不同，《春光乍洩》大量使用南美音樂，以去中心化的跨國文化策略將阿根廷與香港置於意想不到的對話之中。電影首曲為卡耶塔諾·費洛索翻唱的〈Cucurrucucú paloma〉，一首描繪情人思念的悲傷民謠，在兩位主角首次分手時播放，與黎耀輝對瀑布的幻想場景相呼應，強化其內心的哀愁與思念。。

### 主題
此外，弗兰克·扎帕的〈Chunga's Revenge〉亦多次出現在電影中，其強烈的吉他象徵何寶榮浮誇多變的性格，低沉的小號與緩慢節奏則象徵黎耀輝的穩定與敏感，兩者形成對比。阿斯托尔·皮亚佐拉創作的〈Prologue〉、〈Finale〉與〈Milonga for Three〉等探戈樂曲構成電影重要配樂，貫穿於角色共舞、分離等關鍵場景。例如在廚房探戈、最後一次分手、以及何寶榮與陌生男子跳舞時出現。電影最後黎耀輝抵達瀑布時，背景播放〈Finale〉，據悉王家衛是在阿姆斯特丹史基浦機場購買皮亞佐拉專輯後，決定採用其音樂。
電影的壓軸曲為鍾定一翻唱的〈Happy Together〉，改編自海龜樂隊原曲，在黎耀輝乘坐臺北捷運時響起。該曲一方面諷刺西方音樂對浪漫的理想化，一方面也展現黎耀輝已能平靜面對過去，為重新出發留下伏筆。

雖然解釋各不相同，但王家衛曾表示：
在這部電影裡，有些觀眾會說這個片名似乎很憤世嫉俗，因為它講的是兩個人生活在一起，到最後他們只是分開了。但對我來說，幸福可以適用於兩個人，也可以適用於一個人和他的過去，我想有時當一個人對自己和他的過去感到平靜時，我認為這是一段可以幸福的關係的開始，並且他可以更開放地接受未來與其他人的更多可能性。

### 電影原聲大碟
出版日期 : 1998年6月20日 
1. Waterfall
2. BAR SUR I
3. Chunga'S Revenge
4. BAR SUR II
5. Prologue (tango apasionado)
6. 3 amigos take one NG
7. 3 Amigos III
8. Milonga For 3
9. I Have Been In You
10. Finale (tango apasionado)
11. Happy Together
12. Goal

## 其他製作人
- 出品人：陳以靳
- 策劃：泰鎮 筱原弘子 曾敬超
- 統籌：朱繼生
- 製片：彭綺華
- 製作總監：彭綺華
- 美術指導：張叔平
- 錄音：梁志達
- 出品：春光映畫
- 攝製：澤東

## 發行

### 票房
在香港院線上映期間，《春光乍洩》的票房收入為8,600,141港幣。《春光乍洩》還通過奇諾國際公司在北美進行了有限的影院放映，票房收入為320,319美元。
奇諾國際公司於2010年6月8日發行了這部電影的DVD和藍光光盤。該版本現已絕版。這部電影後被標準收藏收錄，並於2021年3月23日與其他七部王家衛電影發行藍光版本。

### 評論
《春光乍洩》在香港獲得普遍好評，受到周蕾、陳劍梅等眾多中港學者和影評人的深入分析。一家香港影評網站稱其稱為「橢圓的水銀實驗，是純粹的王家衛，渴望、遺憾和悲慘的美並重。」
由於《春光乍洩》獲得了國際認可，它在美國幾家主要出版社上發布了相關評論。《舊金山紀事報》的愛德華·古斯曼（Edward Guthmann）對這部電影進行欣喜若狂的評論，對杜可風的創新攝影和導演手法大加讚賞；《紐約時報》的斯蒂芬·霍爾頓表示，這是一部比王家衛以前的電影還更加連貫、更發自於內心的電影，同時又不失他早期作品的魯莽風格。《綜藝》的德里克·埃利（Derek Elley）給出了總體正面的評價，稱其為王家衛在一段時間以來最感性和最成熟的作品，埃利也稱讚了電影場景佈置、音樂和張叔平的美術設計。他強調杜可風是這部電影「真正的明星」，因為其在畫面所造的高對比度攝影技術，亞洲電影脈搏一方則表示，張國榮和梁朝偉都是電影中的主角。
然而，喬納森·羅森鮑姆在《芝加哥讀者雜誌》上對這部電影的評價褒貶不一。對於電影的總結中批評其情節模糊。在《票房雜誌》中，韋德梅傑給了這部電影最負面的評價之一，稱它“在風格或敘事上幾乎沒有進步，儘管它應該是取悅他的核心粉絲”。他不贊成王家衛的攝影稱其為“隨機實驗”，表示由於缺乏敘事性，電影“令人難以忍受的乏味”。
在爛番茄上，根據38條評論，這部電影的支持率為82%，平均評分為7.30/10。該網站的評論共識是：即使敘事乏味，但《春光乍洩》強烈的風格性與其生活中的愛情故事反倒相得益彰。Metacritic則根據17條評論，這部電影的加權平均得分為70分（滿分100分），獲得「普遍好評」的分數。

### 審查
在該片最初上映時，電影製片人考慮對影片進行審查，特別是針對特定觀眾審查片頭的性愛場景。 電影海報中兩位主角衣著整齊、雙腿交纏的畫面被禁止在香港的公共場所張貼，並在電影上映前被全部撤下。
该片由于以同性恋为主要剧情，在新加坡申请放映的时候，新加坡媒体发展局拒绝颁发分级证明，该片成为新加坡的禁片，迄今为止仍旧无缘新加坡院线上映。

## 影響
自上映以來，《春光乍洩》長期被譽為「最受讚譽的亞洲同志電影」之一，並在華語與國際影壇留下深遠影響。韓國曾舉辦「王家衛歷年作品中最配情侶」票選活動，由梁朝偉與張國榮所飾演的黎耀輝與何寶榮獲得第一名。在韓國電影雜誌《KINO》舉辦的「最佳電影情侶」選舉中，兩人亦名列第三。
《春光乍洩》的影響也延伸至其他電影音樂領域。歌手古巨基曾發行歌曲《Dear Leslie》，由劉宏基作曲、陳少琪填詞，其中歌詞「當風吹起某年某一刻不忍遠離，期待轉移時空寶榮耀輝又重遇故地」，第一句致敬張國榮的經典歌曲《風繼續吹》，第二句則直接引用《春光乍洩》中的角色名，表達對張國榮及其作品的致敬。
2016年，美國電影《月光下的藍色男孩》（Moonlight）的攝影指導詹姆斯·拉克斯顿在《時代雜誌》受訪時表示，該片視覺風格受到《春光乍洩》與《花樣年華》的啟發。他特別提及王家衛在使用自然光與環境光結合補光方面的手法，及色彩上的表現，幫助其在《月光下的藍色男孩》中營造出「如夢似幻的現實感」。其中一幕中，男主角齊朗遭母親斥責時臥室散發出的粉紅燈光，即為王家衛風格的直接影響。
2006年開播的俄羅斯情境喜劇《Happy Together》（俄語原名：Счастливы вместе）亦借用了《春光乍洩》的英文片名作為劇名。
2017年適逢《春光乍洩》上映20週年，第54屆金馬獎特別重映本片，並將片中主角劇照與伊瓜蘇瀑布畫面作為當屆典禮主視覺的海報設計元素之一。
2022年布宜諾斯艾利斯獨立影展（Buenos Aires International Festival of Independent Cinema）為紀念本片25週年，再次放映《春光乍洩》作為特別活動。《滾石雜誌》稱本片為該影展的「非正式主角」，因為在影展的「特別之夜」單元中，也首映以王家衛為主題的紀錄片處女作《BJ：The Life and Times of Bosco and Jojo》，片中亦提及《春光乍洩》對創作的影響。

## 榮譽
| 頒獎典禮                  | 獎項             | 名單           | 結果 |
| ------------------------- | ---------------- | -------------- | ---- |
| 第50屆康城影展            | 金棕櫚獎         | 不適用         | 提名 |
| 第50屆康城影展            | 最佳導演         | 王家衛         | 獲獎 |
| 第34屆金馬獎              | 最佳導演         | 王家衛         | 提名 |
| 第34屆金馬獎              | 最佳男主角       | 張國榮         | 提名 |
| 第34屆金馬獎              | 最佳攝影         | 杜可風         | 獲獎 |
| 第34屆金馬獎              | 最佳剪輯         | 張叔平、黃銘林 | 提名 |
| 第34屆金馬獎              | 最佳美術設計     | 張叔平         | 提名 |
| 第34屆金馬獎              | 最佳音效         | 杜篤之、梁志達 | 提名 |
| 第4屆香港電影評論學會大獎 | 最佳電影         | 不適用         | 提名 |
| 第4屆香港電影評論學會大獎 | 最佳導演         | 王家衛         | 提名 |
| 第4屆香港電影評論學會大獎 | 最佳編劇         | 王家衛         | 提名 |
| 第4屆香港電影評論學會大獎 | 最佳男演員       | 梁朝偉         | 提名 |
| 第4屆香港電影評論學會大獎 | 推薦電影         | 不適用         | 獲獎 |
| 第17屆香港電影金像獎      | 最佳電影         | 不適用         | 提名 |
| 第17屆香港電影金像獎      | 最佳導演         | 王家衛         | 提名 |
| 第17屆香港電影金像獎      | 最佳男主角       | 梁朝偉         | 獲獎 |
| 第17屆香港電影金像獎      | 最佳男主角       | 張國榮         | 提名 |
| 第17屆香港電影金像獎      | 最佳男配角       | 張震           | 提名 |
| 第17屆香港電影金像獎      | 最佳攝影         | 杜可風         | 提名 |
| 第17屆香港電影金像獎      | 最佳剪接         | 張叔平、黃銘林 | 提名 |
| 第17屆香港電影金像獎      | 最佳美術指導     | 張叔平         | 提名 |
| 第17屆香港電影金像獎      | 最佳服裝造型設計 | 張叔平         | 提名 |
| 第3屆香港電影金紫荊獎     | 最佳影片         | 不適用         | 提名 |
| 第3屆香港電影金紫荊獎     | 最佳導演         | 王家衛         | 提名 |
| 第3屆香港電影金紫荊獎     | 最佳男主角       | 梁朝偉         | 獲獎 |
| 第3屆香港電影金紫荊獎     | 最佳攝影         | 杜可風         | 獲獎 |
| 香港特區十周年電影選舉    | 最難忘電影獎     | 不適用         | 獲獎 |

## 其他媒體

### 幕後紀錄片
《攝氏零度·春光再現》是一部於1999年上映，從《春光乍洩》衍生的紀錄片，由關本良與李業華共同執導。該片於1998年初投入製作，記錄《春光乍洩》拍攝期間的幕後過程，並納入導演王家衛最終未採用的部分片段，例如張國榮與梁朝偉學習探戈的訓練花絮及涉及到關淑怡的所有鏡頭。王家衛將拍攝時遺留下來的錄影帶與菲林素材交予導演團隊後，關與李兩人親赴阿根廷，重返原片取景地點進行拍攝，該紀錄片收錄王家衛與梁朝偉的專訪。

## 外部連結
- 香港影庫上《春光乍洩》的資料（繁體中文）
- 開眼電影網上《春光乍洩》的資料（繁體中文）
- 豆瓣电影上《春光乍洩》的資料 （简体中文）
- 时光网上《春光乍洩》的資料（简体中文）
- AllMovie上《春光乍洩》的资料（英文）
- 爛番茄上《春光乍洩》的資料（英文）
- 互联网电影数据库（IMDb）上《春光乍洩》的资料（英文）